# August Brey
August Brey (né le 1er août 1864 à Gelnhausen et mort le 28 juillet 1937 à Ronnenberg) est un homme politique allemand du SPD.

## Biographie
Après avoir étudié à l'école primaire de Gelnhausen, Brey, de confession protestante, il termine un apprentissage de cordonnier à Francfort-sur-le-Main de 1878 à 1881. Il exerce ensuite cette profession jusqu'en 1892. Il est licencié à plusieurs reprises en raison de son engagement politique. En 1890, il prend la présidence de l'Association des ouvriers industriels, agricoles et auxiliaires d'Allemagne et en 1892 devient rédacteur en chef du journal de l'association Der Proletarian . En 1931, il démissionne de la présidence de l'association pour des raisons d'âge.
August-Brey-Straße à Gelnhausen porte son nom.

## Parti politique
Brey est membre du SPD depuis 1885. En 1906, il est élu président de l'organisation d'État de la province de Hanovre.

## Parlementaire
Brey est député du Reichstag de 1906 à 1918 pour la 8e circonscription de Hanovre (Hanovre-Linden). Lors de l'élection partielle de 1906, lorsque le député social-démocrate Heinrich Meister (de) est décédé, Brey est nommé candidat de compromis au sein du parti, après que l'exécutif du parti, qui voulait que Karl Liebknecht l'emporte, et la branche locale, qui préférait Emil Rauch, ont échoué à s'entendre sur un candidat. En 1919/20, il est membre de l'Assemblée nationale de Weimar. Puis il est de nouveau membre du Reichstag jusqu'en juillet 1932. Brey est également membre du Landtag de l'État libre de Prusse à partir de 1919.